# Cymbidium cyperifolium
Cymbidium cyperifolium är en orkidéart som beskrevs av Nathaniel Wallich och John Lindley. Cymbidium cyperifolium ingår i släktet Cymbidium, och familjen orkidéer.

## Underarter
Arten delas in i följande underarter:
- C. c. cyperifolium
- C. c. indochinense
- C. c. szechuanicum